# Prince Julio César
Julio César Cruz (Valencia, Venezuela; 10 de octubre de 1982), conocido como Prince Julio César, es un diseñador y asesor de modas, empresario y abogado venezolano. También es director, junto a la modelo, Alyz Henrich, del certamen Miss Earth Venezuela y del Miss & Mister Supranacional Venezuela.

## Vida y carrera

### Primeros años
Julio César Cruz es un diseñador oriundo de la ciudad de Valencia, Carabobo en Venezuela. Completó sus estudios en la Universidad de Carabobo, donde recibió un título en leyes. Junto a su profesión, Prince desarrolló una habilidad por la moda.

### Diseño de modas
La carrera en la moda comenzó por asesorar los outfits y vestir a muchas participantes de los concursos más importantes de belleza tanto nacionales como internacionalesː Miss Venezuela, Miss Universo, Miss Mundo, Miss Tierra y Miss Internacional, destacando su predilección por el brillo y el glamour en la elaboración de los diseños lucidos por las modelos.
Ha formando parte en la creación de muchas portadas de afamadas revistas como Marie Claire, Vanidades, Maxim y Ocean Drive en Asia. Además, su trabajo lo ha llevado a engalanar editoriales en una de las revista más importantes del mundo de la moda como lo es Vogue, en su versión estadounidense, en tres ediciones consecutivas de 2014.
En 2013, lanza su primera colección como diseñador, siendo director creativo de una casa de moda. Entre 2014 y 2015 fue uno de los conductores del espacio Policías de la moda transmitido en Estados Unidos y Venezuela por UniMás y Venevisión Plus respectivamente.
En 2014, lanza una campaña que tiene como modelo a la reconocida top model canadiense Linda Evangelista para la campaña de primavera de la casa Patric Love, de la que es director creativo.
Ha compartido escena en semanas de la moda en Paris, Milán, Tokio, Dubái, Nueva York y Ciudad de México y en eventos de caridad junto a personalidades internacionales tales como Carolina Herrera, Sophia Loren, Angelina Jolie, Donald Trump, entre otras. Igualmente, Prince fue entrevistado en el reconocido programa Cala del conductor cubano, Ismael Cala, de la cadena CNN en español. También fue el encargado de vestir a la reconocida conductora venezolana Erika de la Vega en los premios Billboards 2015 y a la conductora de E!, Patricia Zavala para los premios Golden Globes 2015.

### Concursos de belleza
En 2014 fue el encargado de conducir el Miss Carabobo 2014. En enero de 2015, forma parte del grupo de venezolanos encargados de la preparación de Valentina Ferrer, Miss Universo Argentina, rumbo al Miss Universo 2014 en Miami. Ferrer logró ubicarse entre las diez mejores de aquel evento. En dicho evento también vistió a la representante de Polonia.

#### Miss Earth Venezuela
En 2016, adquiere junto a Alyz Henrich, la franquicia venezolana del Miss Tierra, naciendo así, la Organización Miss Earth Venezuela presidida por ambos. Dicha organización, corona a Stephanie de Zorzi como Miss Earth Venezuela 2016.